# Gabriele Zimmermann
Gabriele Zimmermann ist eine ehemalige deutsche Fußballspielerin.

## Karriere
Zimmermann gehörte dem damals amtierenden Niedersachsenmeister VfL Wittekind Wildeshausen als Torhüterin an, für den sie in der Verbandsliga Niedersachsen in der Saison 1981/82 Punktspiele bestritt. Die regionale Meisterschaft konnte sie mit ihrer Mannschaft allerdings nicht verteidigen; Niedersachsenmeister 1982 wurde der VfR Eintracht Wolfsburg.
Mit dem Gewinn des Niedersachsenpokals 1981 war sie mit ihrer Mannschaft jedoch für die zweite Ausspielung des bundesweiten Pokalwettbewerbs der Frauen durch den DFB qualifiziert. Nach Siegen über die Frauenfußballabteilung des BFC Meteor 06, den Rendsburger TSV und den SC 07 Bad Neuenahr erreichte sie das Finale gegen die SSG 09 Bergisch Gladbach. Das im Frankfurter Waldstadion vor 30.000 Zuschauern ausgetragene Finale wurde – vor dem Männerfinale – mit 0:3 verloren.

## Erfolge
- DFB-Pokal-Finalist 1982